# Pimelopus dubius
Pimelopus dubius är en skalbaggsart som beskrevs av Blackburn 1888. Pimelopus dubius ingår i släktet Pimelopus och familjen Dynastidae. Utöver nominatformen finns också underarten P. d. occidentalis.